# Aborígenes de Tasmania
Los aborígenes tasmanos (nombre aborigen: Palawa) son los pueblos indígenas de la isla de Tasmania, Australia.
Durante 1803 y 1833, la población de aborígenes tasmanos fue reducida de una cifra estimativa de 5000 a solamente unos 300, principalmente debido a dolencias introducidas por los colonizadores británicos y a asesinatos cometidos por los colonizadores. Uno de los últimos palawa de «sangre pura», una mujer llamada Trugernanner, murió en 1876. Aun no habiendo muchas personas de ascendencia palawa, algunos aspectos de la cultura tradicional sobrevivieron entre ellos. 
Casi todas las lenguas indígenas tasmanas se perdieron. Actualmente se está haciendo un esfuerzo para reconstruir una de las lenguas a partir de listas de palabras y para mantener viva la cultura aborigen a partir de aspectos mantenidos en algunas familias con ascendentes en los pueblos aborígenes. Algunos miembros de las comunidades de descendientes actuales, que claman la ancestralidad en los aborígenes tasmanos, son el resultado de las poblaciones aborígenes precolonizadas que habían sido intensamente mezcladas con las comunidades colonizadoras europeas, particularmente aquellas provenientes de las islas británicas.